# Julia (TV-serie)
Julia är en amerikansk biografisk dramaserie vars första säsong hade premiär på HBO Max den 31 mars 2022. Första säsongen består av åtta avsnitt. Seriens andra säsong hade premiär på samma kanal den 16 november 2023. Serien är skapad av Daniel Goldfarb som även medverkat i skrivandet av seriens manus. Serien är inspirerad av Julia Childs liv.

## Handling
Serien som är inspirerad av kocken och kokboksförfattaren Julia Childs liv och hennes TV-program The French Chef som hade premiär 1963 och som starkt bidrog till utvecklingen av matprogrammen på TV.

## Rollista (i urval)
- Sarah Lancashire – Julia Child
- David Hyde Pierce – Paul Child
- Bebe Neuwirth – Avis DeVoto
- Fran Kranz – Russ Morash
- Fiona Glascott – Judith Jones
- Brittany Bradford – Alice Naman
- Jefferson Mays – P. Albert Duhamel
- Robert Joy – Hunter Fox
- Lindsey Broad – Dorothy Zinberg
- Judith Light – Blanche Knopf
- Adriane Lenox – Virginia Naman
- Tosin Morohunfolo – Isaac
- Isabella Rossellini – Simone "Simca" Beck
- James Cromwell – John McWilliams